# Борис Тадич
Борис Тадич (на сръбски: Борис Тадић или Boris Tadić) е президент на Сърбия от 2004 до 2012 г. 
На 27 юни 2004 г. спечелва 5-годишния мандат за президент на Сърбия. На 3 февруари 2008 г. е преизбран за втори мандат и полага клетва на 15 февруари същата година.
Преди президентския пост е министър на телекомуникациите на Съюзна република Югославия и министър на отбраната на Сърбия и Черна гора.
Завършва началното и средното си образование в Белград и специалност Социална психология в катедрата по клинична психология във Философския факултет на Белградския университет.
Работил е като журналист, клиничен психолог, преподавател по психология и научен работник в Института по психология в Белград. По време на следването си участва в опозиционна дейност, заради което е бил затварян. Той е основател и пръв директор на Центъра за развитие на демокрацията и политическите умения.
Тадич е член на Демократическата партия  и от 1990 до 2004 г. изпълнява различни партийни функции:
- секретар на Главния комитет;
- заместник-председател на Изпълнителния комитет;
- изпълняващ длъжността председател на Изпълнителния комитет;
- 2 пъти заместник-председател на Демократическата партия;
- председател на Демократическата партия от февруари 2004 – 1 г. след убийството на Зоран Джинджич, бившия председател на Демократическата партия.

През 2002 г. Тадич е министър на телекомуникациите в правителството на Съюзна република Югославия. През март 2003 г. е избран за министър на отбраната в Съвета на министрите на Сърбия и Черна гора. При учредяване на парламента на Сърбия и Черна гора през 2003 г. изпълнява функцията на председател на парламентарната група на Демократичната опозиция на Сърбия.
От февруари 2004 г. е председател на парламентарната група на Демократическата партия в сръбската Скупщина.
В първия кръг на президентските избори в Сърбия на 13 юни 2004 г. Борис Тадич спечелва 27,3% от гласовете. На втория кръг на 27 юни 2004 г. Тадич побеждава съперника си – крайния националист Томислав Николич, и става президент на Сърбия. На 3 февруари 2008 г. Тадич отново печели втория тур на президентските избори срещу Томислав Николич и е преизбран за президент на Сърбия.
На 4 април 2012 г. подава оставка. Решението си аргументира с желанието си на 6 май да се проведат, освен парламентарни, и президентски избори, на които той отново ще се кандидатира.
Тадич владее английски и ползва френски език. Женен, баща на 2 деца.